# Jimmy Wang
Jimmy Wang (n. Arabia Saudita; 8 de febrero de 1985) es un tenista profesional desde 2001. Nació en Arabia Saudita pero se nacionalizó de China Taipéi.

## Carrera
Comenzó a jugar a los siete años. Su padre, Kuo Yen, se retiró, pero ayuda al entrenador de su hijo. La madre, Mei Fung Chao, es médico. Tiene una hermana mayor Yeu Chen que es miembro del Equipo del Torneo de la ITF, financiado por el Fondo de Desarrollo de Gran Slam, como junior y representado a Taipéi en competiciones por equipos en tres grupos de edad (sub-14, sub-16 y sub-18). Completó una impresionante carrera como junior, alcanzando su ranking más alto en el año 2001 cuando alcanzó el puesto n.º 3. Como junior llegó a la final del Abierto de Australia (perdió con Janko Tipsarević) y Abierto de EE. UU. (perdió con Gilles Muller) y semifinales en Wimbledon (p. romana Valent).
Su ranking individual más alto logrado en el ranking mundial ATP, fue el n.º 85 el 6 de marzo de 2006. Mientras que en dobles alcanzó el puesto n.º 190 el 22 de julio de 2013.
Hasta el momento ha obtenido 6 títulos de la categoría ATP Challenger Series, cinco en individuales y el restante en dobles.

### Copa Davis
Desde el año 2001 es participante del Equipo de Copa Davis de Taipéi. Tiene en esta competición un récord total de partidos ganados/perdidos de 23/12 (18/7 en individuales y 5/5 en dobles).

## Títulos; 6 (5 + 1)
| Leyenda                        | Individuales | Dobles |
| ------------------------------ | ------------ | ------ |
| Grand Slam (tenis)\|Grand Slam | 0            | 0      |
| ATP World Tour Finals          | 0            | 0      |
| ATP World Tour Masters 1000    | 0            | 0      |
| ATP World Tour 500 Series      | 0            | 0      |
| ATP World Tour 250 Series      | 0            | 0      |
| ATP Challenger Series          | 5            | 1      |

### Individuales
| N.º | Fecha       | Torneo                          | Superficie | Oponentes en la final | Resultado     |
| --- | ----------- | ------------------------------- | ---------- | --------------------- | ------------- |
| 1.  | 19..05.2002 | Challenger de Fergana           | Dura       | Tuomas Ketola         | 6:3, 6:1      |
| 2.  | 02.03.2005  | Challenger de Ho-Chi-Minh-Stadt | Dura       | Tomas Behrend         | 6:3, 7:64     |
| 3.  | 11.09.2005  | Challenger de Estambul          | Dura       | Michael Berrer        | 4:6, 6:4, 6:3 |
| 4.  | 03.05.2007  | Challenger de Busan             | Dura       | Jan Vacek             | 6:3, 6:2      |
| 5.  | 29.07.2007  | Challenger de Recanati          | Dura       | Andrei Golubev        | 6:3, 3:6, 6:4 |

### Dobles
| N.º | Fecha      | Torneo                  | Superficie | Compañero | Oponentes en la final      | Resultado |
| --- | ---------- | ----------------------- | ---------- | --------- | -------------------------- | --------- |
| 1.  | 31.03.2013 | Challenger de Guadalupe | Dura       | Dudi Sela | Philipp Marx Florin Mergea | 6:1, 6:2  |